# Albane Carrère
Pour les articles homonymes, voir Carrère.
Albane Carrère, née à Vienne en Autriche, est une chanteuse d'opéra française, au registre vocal de mezzo-soprano.

## Biographie

### Formation
Après une maîtrise en sociologie à l'Université Libre de Bruxelles, elle entre au Conservatoire Royal de Musique, puis est distinguée entre 2010 et 2012 du statut de soliste en résidence à l'Opéra de Rouen. Elle est alors engagée dans le rôle-titre de Thérèse de Massenet à l'Opéra Royal de Wallonie (Liège) et est invitée à plusieurs reprises au Progetto Martha Argerich en Suisse pour y interpréter le rôle de Samantha dans La Fugue d'Alexis Weissenberg accompagnée par Martha Argerich.

### Carrière
En 2013-2014, elle chante pour la première fois dans une création mondiale, La Dispute de Benoît Mernier au Théâtre Royal de la Monnaie de Bruxelles, dans le rôle d'Adine.
En 2015-2016, elle participe sur France 3 à la toute première édition de l'émission Fauteuils d'Orchestre en duo avec Ruggero Raimondi. Elle interprète Donna, le rôle principal dans la création mondiale en version scénique du Senza Sangue de Peter Eötvös qui tourne en France, Suède, Hongrie et Grande-Bretagne.
Suivront ensuite entre 2017 et 2018 les rôles de Chérubin dans Les Noces de Figaro en Avignon, Enrichetta di Francia dans I puritani, Bersi dans Andrea Chenier mais aussi Concepcion dans L'Heure Espagnole à Cannes, moments complétés par de nombreux concerts et récitals, dont Les Nuits d'été de Berlioz au Théâtre des Champs-Elysées. Elle est aussi le mezzo solo et la dédicataire de On the dust I love de Karol Beffa, au Festival Berlioz de la Côte-Saint-André.
En 2019-2020, elle est Annina dans La traviata de Verdi lors d'une tournée japonaise à Tokyo, Osaka et Nagoya, avant d'aborder les saisons 2020 - 2022, perturbées par l’épidémie, qui l’ont vue prendre le rôle de The Woman pour la création mondiale Is this the End ? de Jean-Luc Fafchamps. Puis elle est Idamante dans Idomeneo de Mozart à l’Opéra Grand Avignon et le rôle-titre dans Here's the Woman, le deuxième volet du triptyque Is this the end ?au Théâtre Royal de la Monnaie à Bruxelles.
En octobre 2023, elle est la mezzo solo dans le Stabat Mater de Rossini avec le Philharmonique du Kosovoau Klan Arena de Pristina, puis elle enchaîne le mois suivant et en janvier 2024 avec les rôles de La Tasse, Le Pâtre et La Libellule dans L’Enfant et les sortilèges de Ravel, dans une production conjointe des opéras d’Avignon et de Tours.
Au mois d’avril, elle chante le rôle-titre de La Belle Hélène de Jacques Offenbach, au Manège de Vienne, puis se rend en juillet 2024 au Festival d’Aix-en-Provence, pour le rôle de Kate Pinkerton dans Madame Butterfly de Puccini, partageant la scène avec Ermonela Jaho dans son rôle emblématique. Après le rôle de Flora dans La traviata à l’Opéra d’Avignon en octobre 2024, elle revient dans la reprise de Madame Butterfly à l’Opéra de Lyon en janvier 2025, puis chante en mars le rôle de Zerlina dans Don Giovanni à l’Opéra de Catane.

## Discographie
- 2008 : Progetto Martha Argerich, avec Martha Argerich et Alexis Weissenberg
- 2016 : Ah Mozart !, avec Vannina Santoni et les Flamands Noirs
- 2018 : Gioachino Rossini : Moïse et Pharaon
- 2019 : Still Schubert, avec le quatuor Alfama
- 2022 : L'Amour et la vie d'une femme, avec Étienne Rappe, piano
- 2022 : Il est quelqu'un sur terre, avec Nicolas Krüger, piano et Sébastien Walnier, violoncelle
- 2023 : Karl Weigl: String Quartet Works, avec l'ensemble Mark Rothko
- 2024 : Folk Songs, avec l'ensemble 21
- 2024 : Kiki à Paris, avec Elsa de Lacerda, violon et Magali Rischette, guitare
- 2024 : Karl Weigl: Chamber Works, avec l'ensemble Mark Rothko
- 2025 : Par amour, avec Vannina Santoni

## Récompenses
- En mai 2020, Albane Carrère et le Quatuor Alfama remportent Les Octaves de la Musique, dans la catégorie Musique Classique, pour leur CD Still Schubert, consacré au quatuor La jeune fille et la mort et à l’adaptation par Jean-Luc Fafchamps des lieder de Schubert (Gretchen am Spinnrade, Du bist die Ruh, Abendstern...)[23].

- Le 24 décembre 2022, dans sa rubrique annuelle Les albums préférés du « Monde » en 2022, le CD Il est quelqu’un sur terre, paru en juin, est classé n°1 dans la sélection du critique musical Pierre Gervasoni[24].
- Le 17 mars 2024, le CD Folk Songs est sélectionné par France Musique en tant que Disque contemporain de la semaine[25].
- Le 5 avril 2024, le CD Folk Songs est à nouveau classé n°1 dans la sélection des albums du journal Le Monde[26].